# Leimatuʻa
Leimatuʻa – miejscowość na Tonga, na wyspie Vavaʻu. Według danych oficjalnych na dzień 30 listopada 2011 roku liczyła 1105 mieszkańców.